# UEFA U-21欧州選手権2017 (予選)・グループ5
UEFA U-21欧州選手権2017 (予選)・グループ5は、UEFA U-21欧州選手権2017 (予選)のグループ5の結果をまとめたものである。このグループは、デンマーク、ルーマニア、アルメニア、ウェールズ、ブルガリア、ルクセンブルクの6チームで構成される。
1位チームはUEFA U-21欧州選手権2017本大会の出場権を獲得する。2位チームは他の組の2位チームと比較して (6チームで構成されるグループなので、6位との対戦成績を除外する)、上位4チームがプレーオフに進出する。プレーオフで勝利したチームが本大会の出場権を獲得する。

## 順位表
| チーム         | 試 | 勝 | 分 | 敗 | 得 | 失 | 差  | 点 |
| -------------- | -- | -- | -- | -- | -- | -- | --- | -- |
| デンマーク     | 10 | 9  | 1  | 0  | 24 | 3  | +21 | 28 |
| ブルガリア     | 10 | 5  | 2  | 3  | 11 | 7  | +4  | 17 |
| ルーマニア     | 10 | 5  | 1  | 4  | 15 | 14 | +1  | 16 |
| ウェールズ     | 10 | 4  | 4  | 2  | 14 | 12 | +2  | 16 |
| ルクセンブルク | 10 | 1  | 3  | 6  | 5  | 18 | −13 | 6  |
| アルメニア     | 10 | 0  | 1  | 9  | 6  | 21 | −15 | 1  |

| チーム  | チーム         | AWAY           | AWAY           | AWAY           | AWAY           | AWAY               | AWAY           |
| チーム  | チーム         | デンマークの旗 | ブルガリアの旗 | ルーマニアの旗 | ウェールズの旗 | ルクセンブルクの旗 | アルメニアの旗 |
| ------- | -------------- | -------------- | -------------- | -------------- | -------------- | ------------------ | -------------- |
| H O M E | デンマーク     | X              | 1 - 0          | 3 - 1          | 0 - 0          | 4 - 1              | 2 - 0          |
| H O M E | ブルガリア     | 0 - 3          | X              | 2 - 0          | 0 - 0          | 3 - 0              | 2 - 0          |
| H O M E | ルーマニア     | 0 - 3          | 0 - 2          | X              | 2 - 1          | 4 - 0              | 3 - 0          |
| H O M E | ウェールズ     | 0 - 4          | 3 - 1          | 1 - 1          | X              | 1 - 1              | 2 - 1          |
| H O M E | ルクセンブルク | 0 - 1          | 0 - 0          | 0 - 1          | 1 - 3          | X                  | 1 - 0          |
| H O M E | アルメニア     | 1 - 3          | 0 - 1          | 2 - 3          | 1 - 3          | 1 - 1              | X              |

## 試合結果
試合開始時間は全てCET (UTC+1)。ただし、2015年3月29日から同年10月24日の試合および2016年3月27日から同年10月29日の試合はCEST (UTC+2)。
| 2015年3月31日 20:00 |

| ウェールズ                               | 3 - 1    | ブルガリア  |
| オサリヴァン 9分, 13分 · ヨーワース 25分 | レポート | コレフ 51分 |

| カーディフ・シティ・スタジアム, カーディフ 主審: バート・ベルテンテン |

| 2015年6月16日 19:00 |

| ルーマニア                                    | 3 - 0    | アルメニア |
| プスカシュ 16分 · パウン 32分 · タナセ 90+2分 | レポート |            |

| スタディオヌル・トランス＝シル, トゥルグ・ムレシュ 主審: スルジャン・ヨバノビッチ |

| 2015年9月4日 18:30 |

| ルクセンブルク | 1 - 3    | ウェールズ                            |
| シナニ 90+2分  | レポート | バーンズ 35分, 72分 · ウィルソン 63分 |

| スタッド・ドゥ・ラ・フロンティエール, エシュ＝シュル＝アルゼット 主審: ファビオ・ベルシモ |

| 2015年9月4日 18:45 |

| ルーマニア | 0 - 2    | ブルガリア                    |
|            | レポート | ミンチェフ 16分 · コレフ 89分 |

| スタディオヌル・トランス＝シル, トゥルグ・ムレシュ 主審: ヤロスラフ・コジク |

| 2015年9月8日 17:00 |

| アルメニア                          | 2 - 3    | ルーマニア                          |
| マラクヤン 47分 · シモニアン 90+2分 | レポート | パウン 35分, 38分 · プスカシュ 60分 |

| FFAアカデミー・スタジアム, エレバン 主審: マヌエル・シュッテングルバー |

| 2015年9月8日 18:30 |

| ブルガリア                                      | 3 - 0    | ルクセンブルク |
| B.ツォネフ 17分 · ヴトフ 35分 · デスポドフ 78分 | レポート |                |

| ルドゴレツ・アレナ, ラズグラト 主審: セルゲユス・スリバ |

| 2015年10月9日 18:00 |

| ブルガリア                      | 2 - 0    | アルメニア |
| マリノフ 68分 · ミンチェフ 81分 | レポート |            |

| ベロエ・スタジアム, スタラ・ザゴラ 主審: クリストス・ニコライデス |

| 2015年10月9日 18:00 |

| ルクセンブルク | 0 - 1    | ルーマニア      |
|                | レポート | プスカシュ 36分 |

| スタッド・ミュニシパル・ドゥ・ディフェルダンジュ, ディフェルダンジュ 主審: エイコ・サール |

| 2015年10月9日 18:45 |

| デンマーク | 0 - 0    | ウェールズ |
|            | レポート |            |

| ノルディスク・アレナ, オールボー 主審: フアン・マルティネス・ムヌエラ |

| 2015年10月13日 14:00 |

| アルメニア            | 1 - 1    | ルクセンブルク     |
| シャクナザリャン 67分 | レポート | ピント 23分 (pen.) |

| FFAアカデミー・スタジアム, エレバン 主審: オレクサンドル・デルド |

| 2015年10月13日 18:45 |

| デンマーク     | 1 - 0    | ブルガリア |
| Hjulsager 71分 | レポート |            |

| ノルディスク・アレナ, オールボー 主審: ファルカシュ・アーダーム |

| 2015年11月13日 15:00 |

| ウェールズ                              | 2 - 1    | アルメニア      |
| ハリソン 9分 (pen.) · ウィルソン 90+1分 | レポート | マラクヤン 59分 |

| ナントポース, バンガー 主審: ペトゥル・ライネール |

| 2015年11月13日 18:45 |

| ルーマニア | 0 - 3    | デンマーク                           |
|            | レポート | ベアスティン 8分, 30分 · ゾホレ 79分 |

| スタディオヌル・マリン・アナスタソヴィチ, ジュルジュ 主審: エネア・ヨルギイ |

| 2015年11月17日 18:45 |

| デンマーク                              | 2 - 0    | アルメニア |
| バンゴーア 49分 · イングバルトセン 82分 | レポート |            |

| ノルディスク・アレナ, オールボー 主審: ソロドゥル・フヤルタリン |

| 2015年11月17日 19:00 |

| ウェールズ    | 1 - 1    | ルーマニア       |
| バーンズ 14分 | レポート | ネデルチャル 2分 |

| レースコース・グラウンド, レクサム 主審: ミトヤ・ジュガネツ |

| 2016年3月25日 17:30 |

| ブルガリア | 0 - 0    | ウェールズ |
|            | レポート |            |

| ベロエ・スタジアム, スタラ・ザゴラ 主審: スルジャン・ヨバノビッチ |

| 2016年3月25日 17:30 |

| ルクセンブルク | 0 - 1    | デンマーク      |
|                | レポート | ニールセン 90分 |

| スタッド・ミュニシパル・ドゥ・ディフェルダンジュ, ディフェルダンジュ 主審: アレクサンドルス・アヌフリエフス |

| 2016年3月29日 16:00 |

| アルメニア             | 1 - 3    | デンマーク                                              |
| マラクヤン 35分 (pen.) | レポート | フィッシャー 28分 · アンデルセン 30分 · ユンカー 90+2分 |

| FFAアカデミー・スタジアム, エレバン 主審: デニス・シェルバコフ |

| 2016年3月29日 17:00 |

| ルーマニア                        | 2 - 1    | ウェールズ        |
| ホドロジェア 37分 · ヨニツァ 58分 | レポート | チャールズ 90+2分 |

| スタディオヌル・ガズ・メタン, メディアシュ 主審: トレ・ハンセン |

| 2016年3月29日 17:30 |

| ルクセンブルク | 0 - 0    | ブルガリア |
|                | レポート |            |

| スタッド・リュー・アンリ・デュナン, ベッゲン 主審: バルドヒル・パシャイ |

| 2016年9月2日 23:00 |

| ルーマニア                                              | 4 - 0    | ルクセンブルク |
| ツル 13分 · ブンバ 29分 · ヨニツァ 45分 · ポペスク 75分 | レポート |                |

| スタディオヌル・ガズ・メタン, メディアシュ |

| 2016年9月3日 1:00 |

| ウェールズ | 0 - 4    | デンマーク                                                  |
|            | レポート | イングヴァルトセン 21分 · シスト 40分, 49分 · ドルベリ 83分 |

| レースコース・グラウンド, レクサム |

| 2016年9月6日 |

| デンマーク                                   | 3 - 1    | ルーマニア  |
| シスト 10分 · イングヴァルトセン 35分 (pen.) | レポート | ミロン 68分 |

| ノルディスク・アレナ, オールボー |

| 2016年9月6日 22:00 |

| アルメニア | 0 - 1    | ブルガリア  |
|            | レポート | ネノフ 79分 |

| FFAアカデミー・スタジアム, エレバン |

| 2016年9月7日 1:00 |

| ウェールズ        | 1 - 1    | ルクセンブルク |
| チャールズ 90+1分 | レポート | ケルガー 15分  |

| ナントポース, バンガー |

| 2016年10月7日 |

| ブルガリア | 0 - 3    | デンマーク                     |
|            | レポート | イングヴァルトセン 13分 (pen.) |

|  |

| 2016年10月7日 |

| ルクセンブルク      | 1 - 0    | アルメニア |
| トドロヴィッチ 83分 | レポート |            |

|  |

| 2016年10月11日 |

| デンマーク                                                                                  | 4 - 1    | ルクセンブルク    |
| イングヴァルトセン 71分 · Hjulsager 73分 · マルコンデス 76分 · マフムトヴィッチ 79分 (o.g.) | レポート | ボルジェス 90+3分 |

|  |

| 2016年10月11日 |

| アルメニア      | 1 - 3    | ウェールズ                                                       |
| シモニアン 69分 | レポート | ハリソン 19分 · シャフナザリャン 69分 (o.g.) · オサリヴァン 90分 |

|  |

| 2016年10月11日 |

| ブルガリア                      | 2 - 0    | ルーマニア |
| タセフ 16分 · ゲオルギエフ 35分 | レポート |            |

|  |